# Mathilde Danegger

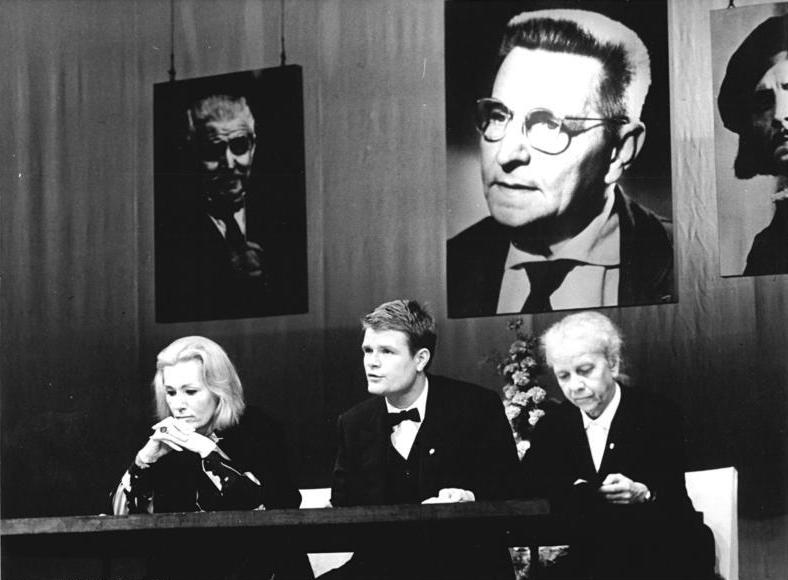
Mathilde Danegger (rechts) gemeinsam mit Inge Keller und Dieter Mann (1966)

Mathilde Danegger, eigentlich Mathilde Deutsch (* 2. August 1903 in Wien; † 27. Juli 1988 in Ost-Berlin) war eine österreichische Schauspielerin.

## Leben und Werk
Mathilde Danegger war die Tochter des österreichischen Charakterdarstellers und Regisseurs Josef Danegger (1865–1933), der später als Regisseur am Zürcher Stadttheater wirkte. Sie entschied sich schon früh für eine künstlerische Laufbahn und absolvierte, wie ihre älteren Brüdern Josef Danegger und Theodor Danegger, eine Schauspielausbildung, ehe sie 1912 am Deutschen Theater in Berlin debütierte. Jener Spielstätte blieb sie zeitlebens verbunden, obwohl sie ab 1919 am Wiener Burgtheater sowie an einer Bühne in Brünn engagiert war und 1933 sogar in die Schweiz flüchtete, wo sie am Zürcher Schauspielhaus unter Wolfgang Langhoff sowie beim Kabarett arbeitete.
In der Schweiz war sie unter den Gründungsmitgliedern der Bewegung Freies Deutschland.
Im Jahr 1947 kam Danegger nach Deutschland zurück und fand zunächst Arbeit am „Hessischen Landestheater“ in Wiesbaden (1947–1951). Im Dezember 1948 wurde sie Mitglied der KPD. Im Frühjahr 1951 ging sie mit ihrer Familie auf Weisung der SED-Führung nach Ost-Berlin. Zwischen 1951 und 1953 wirkte sie an Bertolt Brechts Berliner Ensemble. Die nächsten zwanzig Jahre bis 1973 gehörte sie mit ihrem umfangreichen Repertoire zu den prägenden Darstellern des Deutschen Theaters. Parallel zu ihrer Theatertätigkeit wirkte sie ab 1960 verstärkt auch in Film- und Fernsehproduktionen der DEFA und des Fernsehen der DDR mit, nachdem sie zuvor schon in der Schweiz vor der Kamera gestanden war. Bekanntheit erlangte sie unter anderem für ihre Darstellung der Frau Holle in der gleichnamigen Märchenverfilmung von Gottfried Kolditz aus dem Jahr 1963 oder dem Fernsehfilm Mutter Jantschowa aus dem Jahr 1968.

## Privates
In erster Ehe war Danegger mit dem Schauspieler Herbert Waniek (1897–1949) verheiratet, in zweiter Ehe mit dem Schweizer Schriftsteller Dr. Walter Lesch  (1898–1958). Dieser Ehe entstammte die Tochter Karin Lesch, die ebenfalls als Schauspielerin arbeitete. 1939 lernte sie ihren dritten Mann kennen, den KPD-Funktionär Herbert Crüger, der 1958 wegen schweren Staatsverrats zu 8 Jahren Zuchthaus verurteilt, nach der Haft im Stasigefängnis Bautzen II 1961 begnadigt und erst 1990 rehabilitiert wurde.

## Filmografie (Auswahl)
Spielfilme
- 1921: Wege des Schreckens – Regie: Mihály Kertész
- 1923: Die Lawine
- 1933: Wie d’Warret würkt – Regie: Walter Lesch und Richard Schweizer
- 1935: Jä-soo! – Regie: Walter Lesch und Leopold Lindtberg
- 1939: Kriminalkommissar Studer (Wachtmeister Studer)
- 1940: Die missbrauchten Liebesbriefe – Regie: Leopold Lindtberg
- 1942: Der Schuss von der Kanzel
- 1944: Marie-Louise – Regie: Leopold Lindtberg
- 1947: § 51 – Seelenarzt Dr. Laduner (Matto regiert) – Regie: Leopold Lindtberg
- 1956: Lissy – Regie: Konrad Wolf
- 1959: Ehesache Lorenz – Regie: Joachim Kunert
- 1960: Leute mit Flügeln – Regie: Konrad Wolf
- 1960: Begegnung im Zwielicht (Spotkania w mroku)
- 1962: Das verhexte Fischerdorf
- 1962: Ach, du fröhliche … – Regie: Günter Reisch
- 1963: Die Glatzkopfbande – Regie: Richard Groschopp
- 1963: Frau Holle – Regie: Gottfried Kolditz
- 1964: Geliebte weiße Maus – Regie: Gottfried Kolditz
- 1964: Der fliegende Holländer – Regie: Joachim Herz
- 1965: Solange Leben in mir ist
- 1965: Wenn du groß bist, lieber Adam
- 1966: Das Tal der sieben Monde
- 1968: Abschied
- 1969: Zeit zu leben – Regie: Horst Seemann
- 1969: Seine Hoheit – Genosse Prinz – Regie: Werner W. Wallroth
- 1987: Wie die Alten sungen…  – Regie: Günter Reisch

Fernsehfilme
- 1960: Steine im Weg – Inszenierung: Wilhelm Gröhl, Szenarium: Helmut Sakowski[2]
- 1971: Anlauf (Fernsehfilm) – Regie: Egon Günther
- 1977: Polizeiruf 110: Ein unbequemer Zeuge (TV-Reihe)
- 1978: Polizeiruf 110: Die letzte Chance (TV-Reihe)
- 1979: Polizeiruf 110: Am Abgrund (TV-Reihe) – Regie: Hans Werner
- 1980: Archiv des Todes – Regie: Rudi Kurz

Dokumentarfilme (Sprecherin)
- 1954–1956: Du und mancher Kamerad – Regie: Annelie und Andrew Thorndike
- 1962: Unbändiges Spanien – Regie: Kurt und Jeanne Stern

## Theater
- 1952: Nikolai Pogodin: Das Glockenspiel des Kreml (Sabelins Frau) – Regie: Ernst Busch (Berliner Ensemble)
- 1953: Heinar Kipphardt: Shakespeare dringend gesucht (Frau Mellin) – Regie: Herwart Grosse  (Deutsches Theater Berlin – Kammerspiele)
- 1953: Julius Hays: Der Putenhirt – Regie: Fritz Wendel (Deutsches Theater Berlin – Kammerspiele)
- 1953: Friedrich Wolf: Thomas Müntzer, der Mann mit der Regenbogenfahne (Mutter) – Regie: Wolfgang Langhoff (Deutsches Theater Berlin)
- 1955: Johann Wolfgang von Goethe: Faust. Der Tragödie erster Teil – Regie: Wolfgang Langhoff (Deutsches Theater Berlin)
- 1955: Johann Nestroy: Theaterg’schichten (Katharina) – Regie: Emil Stöhr (Deutsches Theater Berlin)
- 1955: Gerhart Hauptmann: Vor Sonnenuntergang (Mutter Peters) – Regie: Wolfgang Heinz (Deutsches Theater Berlin)
- 1956: Hermann Bahr: Das Konzert (Almhütten-Verwalterin) – Regie: Robert Meyn (Deutsches Theater Berlin – Kammerspiele)
- 1957: Mary Chase: Mein Freund Harvey (Veta) – Regie: Wolfgang Thal (Deutsches Theater Berlin – Kammerspiele)
- 1958: Anton Tschechow: Drei Schwestern – Regie: Heinz Hilpert (Deutsches Theater Berlin)
- 1960: Erwin Strittmatter: Die Holländerbraut – Regie: Benno Besson (Deutsches Theater Berlin)
- 1961: Pavel Kohout: Die dritte Schwester – Regie: Karl Paryla (Deutsches Theater Berlin – Kammerspiele)
- 1962: Nikolai Pogodin: Der Mann mit dem Gewehr (Jelisaweta Nikitischna) – Regie: Horst Schönemann (Deutsches Theater Berlin)
- 1962: Peter Hacks (nach Aristophanes): Der Frieden (Trygaios Tochter) – Regie: Benno Besson (Deutsches Theater Berlin)
- 1963: Seán O’Casey: Rote Rosen für mich (Frau Breydon) – Regie: Ernst Kahler (Deutsches Theater Berlin)
- 1964: Molière: Tartuffe (Madame Pernelle) – Regie: Benno Besson (Deutsches Theater Berlin – Kammerspiele)
- 1967: Horst Salomon: Ein Lorbaß – Regie: Benno Besson (Deutsches Theater Berlin)
- 1968: Hermann Kant: Die Aula – Regie: Uta Birnbaum (Deutsches Theater Berlin)
- 1975: Heinrich von Kleist: Der zerbrochne Krug (Brigitte) – Regie: Adolf Dresen (Deutsches Theater Berlin)

## Hörspiele
- 1958: Günther Weisenborn: Yang-Tse-Kiang – Regie: Werner Stewe (Rundfunk der DDR)
- 1960: Bernhard Seeger: Paradies im Krähenwinkel – Regie: Helmut Hellstorff (Rundfunk der DDR)
- 1969: Peter Hacks nach Aristophanes: Der Frieden (Tochter des Tryaigos) – Regie: Wolf-Dieter Panse (Rundfunk der DDR)

## Auszeichnungen
- 1955: Clara-Zetkin-Medaille
- 1960: Kunstpreis der DDR
- 1963: Vaterländischer Verdienstorden in Bronze
- 1969: Nationalpreis der DDR II. Klasse für Kunst und Literatur
- 1978: Vaterländischer Verdienstorden in Gold
- 1983: Ehrenspange zum Vaterländischen Verdienstorden in Gold
- 1985: Wolfgang-Heinz-Ring
- 1988: Stern der Völkerfreundschaft in Gold